# Reiko Okano
Reiko Okano (岡野 玲子, Okano Reiko, Koga, 24 juni 1960) is een Japans mangaka.
In 1989 won Okano de Shogakukan Manga-prijs voor shojo met de manga Fancy Dance. In 2001 mocht ze de Tezuka Osamu Cultuurprijs in ontvangst nemen voor het werk Onmyoji, welke ze samen met de schrijver Baku Yumemakura maakte. Later tekende ze een nieuwe versie van het werk voor het tijdschrift Melody getiteld Onmyōji Tamatebako.
Okano is gehuwd met Makoto Tezuka.

## Oeuvre
- Calling (コーリング)
- Fancy Dance (ファンシィダンス)
- Onmyōji (陰陽師)
- Yomi Henjo Yawa (妖魅変成夜話)

- Bibliothèque nationale de France: cb15553266z (data)
- CiNii: DA08635232
- Gemeinsame Normdatei: 1180442563
- International Standard Name Identifier: 0000 0000 7848 9396
- Library of Congress Control Number: no2009029268
- MusicBrainz: afa680d2-c536-4caa-9936-75b6771d75c4
- Bibliotheek van het Japanse parlement: 00153692
- Nationale Bibliotheek van Israël: 987012726441105171
- Nederlandse Thesaurus van Auteursnamen: 277158265
- Système universitaire de documentation: 155718290
- Virtual International Authority File: 12619702
- WorldCat: E39PBJrRhVQRbtMg39kW6FgkDq